# NGC 6941
NGC 6941 este o galaxie situată în constelația Vulturul. A fost descoperită în 29 august 1867 de către Édouard Stephan⁠(d). Se află la o distanță de 89 de megaparseci de Pământ.